# Shinobu Ōno
Shinobu Ōno (大野 忍 Ōno Shinobu?) (Zama, Japón, 23 de enero de 1984) es una futbolista japonesa, se desempeña como mediapunta en el INAC Kobe Leonessa de Japón.
Internacional con la selección femenina de fútbol de Japón, se proclamó campeona de la Copa Mundial de Fútbol Femenino de 2011.

## Trayectoria
Ohno comenzó su carrera en 1999 en el NTV Beleza. En 2003 debutó con la selección japonesa. En 2006 jugó su primer torneo con Japón, la Copa Asiática, y en 2007 jugó su primer Mundial, y en 2008, sus primeros Juegos Olímpicos. 
En 2011 se proclamó campeona del Mundial y dejó el Beleza por el INAC Leonessa. Al año siguiente ganó una medalla olímpica de plata en los Juegos de Londres.
Tras 14 temporadas en la Nadeshiko League en las que ganó 10 ligas, en 2013 se marchó a Europa. Jugó primero en el Olympique de Lyon francés, y en 2014 fichó por el Arsenal inglés.

## Clubes
| Club               | País       | Año       |
| ------------------ | ---------- | --------- |
| NTV Beleza         | Japón      | 1999-2010 |
| INAC Kobe Leonessa | Japón      | 2011-2012 |
| Olympique de Lyon  | Francia    | 2013      |
| Arsenal Ladies     | Inglaterra | 2014      |
| INAC Kobe Leonessa | Japón      | 2015-act. |